# Saifora Niazi
Saifora Niazi (* 1962 in Masar-e Scharif, Balch, Afghanistan) ist eine afghanische Lehrerin und Politikerin. Sie war ab 2005 Parlamentsabgeordnete für die nördliche Provinz Balch im nationalen Parlament in Kabul.

## Leben
Sie schloss ihre Sekundarschulausbildung an der Sultain Razia High School ab, bevor sie an der Universität Kabul einen Bachelor-Abschluss in Physik erwarb. Nach ihrem Abschluss arbeitete Niazi als Lehrerin, bevor sie Direktorin der Sultan Razia High School wurde. Außerdem leitete sie die Abteilung für Frauenangelegenheiten in der Provinz Balch.
Sie war Mitglied der Constitutional Loya Jirga im Jahr 2003. 2005 kandidierte Niazi erfolgreich als unabhängige Kandidatin für das Parlament und wurde 2010 und 2018 wiedergewählt. Niazi gehört der Kommission für religiöse und kulturelle Angelegenheiten sowie der Kommission für Bildung und Hochschulwesen an.
Saifora Niazi ist verheiratet und hat zwei Kinder.